# Stichopogon barbiellinii
Stichopogon barbiellinii är en tvåvingeart som beskrevs av Mario Bezzi 1910. Stichopogon barbiellinii ingår i släktet Stichopogon och familjen rovflugor. Inga underarter finns listade i Catalogue of Life.